# Norets naturreservat
Noret är ett naturreservat i Trosa kommun i Södermanlands län.
Området är naturskyddat sedan 2004 och är 28 hektar stort. Reservatet ligger vid västra stranden av Noresjön och består av gammal barrblandskog och tallskog.